# ナイトメア・シティ (映画)
『ナイトメア・シティ』（原題：Incubo Sulla Cittá Contaminata、英題：Nightmare City）は、1980年公開のイタリア・スペイン合作のホラー映画。
邦題は『ゾンビドローム』や『吸血魔の街』、『悪夢!恐怖の異生物』と付けられたこともある。

## あらすじ
レポーターのディーン・ミラーは、原子力発電所で発生した放射性物質漏えい事故についてその設計者である核物理学者ハーゲンベック教授を取材するため、空港に向かう。
しかし、空港に到着した軍用機から降りてきたのはゾンビ化した人々だった。ゾンビたちは、駆けつけた警察から武器を奪って次々と殺害すると、都市の中心部に移動しながら市民を襲っていく。市民にゾンビのことをテレビで伝えようとするミラーを、マーチソン将軍が市民の混乱を理由として阻止するなか、ゾンビはテレビ局に押し寄せて局内の人々を襲っていった。ミラーはテレビ局から脱出し、妻で医師のアンナを救おうと病院へ向かう。しかし、病院にもゾンビが現れて患者を襲っていく。アンナを見つけたミラーは、車に乗り2人で逃げることにした。
空港で射殺された死体を分析した結果、ゾンビは放射線の影響により異常に身体能力が向上した人間であり、壊れた赤血球を補充するために血を求めて人を襲い、さらに感染していくことまで判明した。ところが、ゾンビ化した当初は普通の人間と見分けがつかないため、軍の対応は後手後手に回った。発電所などのインフラは次々に破壊されて空軍基地も制圧され、状況は絶望的に悪化していく。

## キャスト
登場人物 - 俳優 / TV版における日本語吹き替え声優の順に記述。
- ディーン・ミラー - ヒューゴ・スティグリッツ / 堀勝之祐
- アンナ・ミラー - ラウラ・トロッター / 吉田理保子
- シーラ・ホームズ - マリア・ロザリア・オマジオ / 梨羽由記子
- ウォーレン・ホームズ少佐 - フランシスコ・ラバル / 仁内建之
- マーチソン将軍 - メル・ファーラー / 北村弘一
- クレイマー - エドゥアルド・ファヤルド / 西川幾雄
- リズ - サラ・フランケッティ / 片岡富枝
- ジェシカ・マーチソン - ステファニア・ダマリオ / 高島雅羅
- シンディ - ソニア・ヴィヴィアーニ / 稀代桜子
- デスモンド - ウーゴ・ボローニャ / 小関一
- ドナヒュー大佐 - マニュエル・ザルゾ / 幹本雄之
- リードマン中将 - トム・フェレギー / 村松康雄

TV版は1987年1月3日に毎日放送の『未公開ホラーナイト』枠にて、『悪夢!恐怖の異生物』のタイトルで放送された。演出は藤山房延、翻訳は大野隆一、制作はプロセンスタジオがそれぞれ担当。この日本語吹き替え版を収録したDVDも発売されている。

## スタッフ
- 監督：ウンベルト・レンツィ
- 製作：ディエゴ・アルシメード、ルイス・メンデス
- 脚本：ピエロ・レニョーリ、アントニオ・チェザーレ・コルチ、ルイス・マリア・デルガド
- 撮影：ハンス・バーマン
- 音楽：ステルヴィオ・チプリアーニ
- 特殊メイクアップ：フランコ・ディ・ジロラモ、ジョゼッペ・フェランティ
- 編集：ダニエレ・アラビソ

## 製作
ウンベルト・レンツィは、最初に渡された脚本が中途半端だったため、プロデューサーに話した上で、イタリアのセベソで発生したセベソ事故を土台にした物語に練り直した。彼は、作中に登場するクリーチャーはゾンビではなく、特殊な放射能によって汚染され、怪物化した一般の人々であると語っている。クリーチャーは壊れていく体組織を補うため人間を襲って血を飲み、襲われた者にも汚染が伝播して数を増やす。走るなど動きは俊敏で、銃や刃物を使い、自動車を運転したり、顔がまだケロイド化していないクリーチャーが衛兵を騙して軍基地に仲間を引き入れるといった具合に人間並みの知恵を持つ演出がなされている。
映画の特殊効果はレンツィの友人であるジョゼッペ（ピノ）・フェランティが担当した。
主役の俳優には、製作側からの選考で当時スターだったメキシコ人俳優のヒューゴ・スティグリッツが決まったが、レンツィは彼を大根役者と酷評し、自分で選べたならフランコ・ネロやファビオ・テスティ、ジョン・サクソンなどにしたかったと語った。